# Тјарно ди Сопра
Тјарно ди Сопра (итал. Tiarno di Sopra) је насеље у Италији у округу Тренто, региону Трентино-Јужни Тирол.
Према процени из 2011. у насељу је живело 984 становника. Насеље се налази на надморској висини од 749 м.

## Становништво
| 1931. | 1936. | 1951. | 1961. | 1971. | 1981. | 1991. | 2001. |
| ----- | ----- | ----- | ----- | ----- | ----- | ----- | ----- |
| 644   | 619   | 741   | 755   | 784   | 777   | 823   | 976   |